# Kaiserpokal 1971
Der Kaiserpokal 1971 war die 51. Austragung des Kaiserpokals, des höchsten japanischen Fußballpokalwettbewerbs. Sieger des Wettbewerbs waren die Mitsubishi Heavy Industries.

## Ergebnisse

### Viertelfinale
|                             | Ergebnis |                                |
| --------------------------- | -------- | ------------------------------ |
| Yanmar Diesel               | 3:1      | Waseda-Universität             |
| Nippon Steel                | 6:1      | Chūō-Universität               |
| Hitachi                     | 2:1      | Pädagogische Universität Tokio |
| Mitsubishi Heavy Industries | 4:1      | Keiō-Universität               |

### Halbfinale
|               | Ergebnis |                             |
| ------------- | -------- | --------------------------- |
| Yanmar Diesel | 7:1      | Nippon Steel                |
| Hitachi       | 1:2      | Mitsubishi Heavy Industries |

### Finale
|               | Ergebnis |                             |
| ------------- | -------- | --------------------------- |
| Yanmar Diesel | 1:3      | Mitsubishi Heavy Industries |